# Kamp Hooghalen (Heidelager)
Kamp Hooghalen (Heidelager) was een werkkamp dat aanvankelijk bedoeld was om werkloze mannen in de bosbouw aan het werk te zetten. Het was gelegen in Oosthalen nabij Hooghalen.

## Werkverschaffing
In 1935 werden langs de weg die nu Hemeloor heet vier barakken gebouwd in het kader van de werkverschaffing. In 1939 kwam het kamp onder de Rijksdienst voor de Werkverruiming te vallen. Van 1935 tot en met april 1940 hebben werklozen die bij de bosbouw werden ingezet onderdak in dit kamp gevonden. Vanaf augustus 1939 werd er vanuit het kamp assistentie verleend bij de bouw van het Joodse Centraal Vluchtelingenkamp Westerbork, dan ook bekend onder de naam kamp Zwiggelte. Het kamp werd geleid door een kok/beheerder. Deze kreeg assistentie van een kok en een huishoudelijke hulp.

## Oorlogsjaren

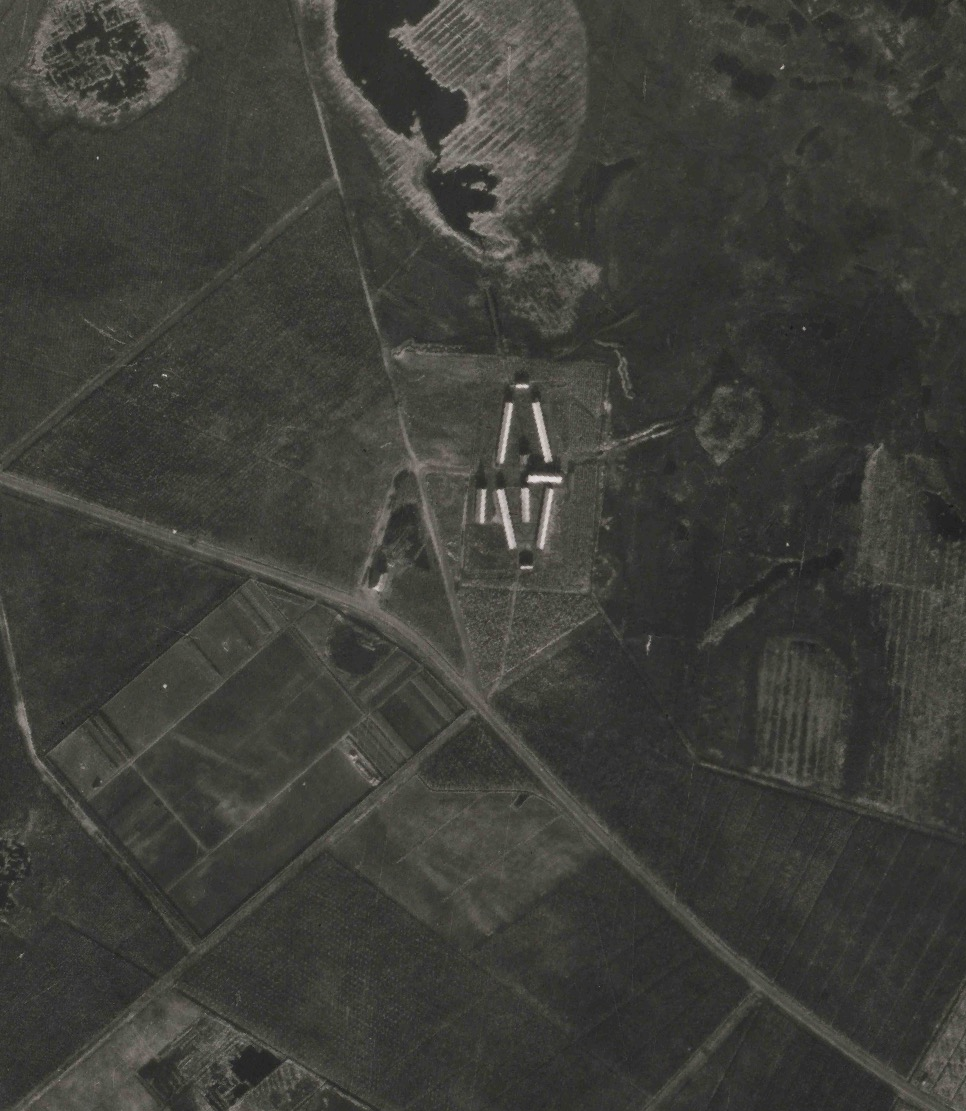
Kamp in 1944

In de Tweede Wereldoorlog werden de bewakers van Kamp Westerbork ondergebracht in het Heidelager, te weten SS'ers van de tweede compagnie van het SS-Wachbataillon Nord-West en marechaussees. De onder bevel van luitenant J. Rebel en opperwachtmeester A. de Jong staande marechaussees werden elke twee maanden afgelost. Administrateur van het Heidelager was de Jood Han Hollander. Het huishoudelijk personeel werd geleverd door Dienstbereich XI (Frauendienst) van kamp Westerbork. In het totaal waren er 24 mensen van buiten werkzaam in het Heidelager. Onder deze medewerkers vielen regelmatig ontslagen, omdat de banden tussen hen en de marechaussees te nauw waren in de ogen van de bezetters. In de oorlogsjaren was er ook een kantine in het kamp, waar regelmatig feesten werden gehouden. In het najaar van 1944 werden de marechaussees vervangen door een eenheid van de Grenzschutzpolizei.

## Na de oorlog
In de jaren zestig van de 20e eeuw is het Heidelager gesloopt. Nu zijn er nog enige sporen van het vroegere kamp in het veld te vinden, te weten een bezinkput, een waterput, de kolenopslag en wat fundamenten. Op de plek waar vroeger het kamp gelegen was, is nu een bos. 